# Queen-rajongók Hivatalos Nemzetközi Klubja
A Queen-rajongók Hivatalos Nemzetközi Klubja (Official International Queen Fan Club) a Queen rockegyüttes hivatalos rajongói egyesülete. Röviddel az első albumuk kiadása után, 1973-ban alapította Pat és Sue Johnstone. Világszerte a tagok létszáma meghaladja a húszezret. Negyedévente magazint adnak ki, amely az együttessel kapcsolatos speciális információkat tartalmazza, dísztárgyakat és dedikált fényképeket árulnak. Az 1980-as évektől mind a mai napig rendszeresen gyűléseznek évente.
Szerepel a Guinness Rekordok könyvében, mint a legrégebb óta fennálló rockrajongói klub.

## Külső hivatkozások
- Hivatalos weboldal